# Özel Harp Dairesi
La Özel Harp Dairesi (en turc) ou le Département des Opérations Spéciales (en français) est une organisation secrète créée pendant la Guerre froide, équivalent du Gladio italien, de type « stay-behind », chargée de « contre guérilla »
Cette structure recevait directement les ordres du SHAPE ou de la CIA.
La Özel Harp Dairesi avait pour principale mission de résister aux armées du bloc de l'Est en cas d'invasion.
Les mouvements d'extrême droite et religieux sont utilisés afin de créer un climat de violence pour justifier l'autoritarisme du pouvoir politique et empêcher les avancées des partis de gauche,.
De nombreuses têtes pensantes des mouvements progressistes sont assassinés :
- Doğan Öz, procureur de la république, soupçonne dans ses écrits l'existence d'une contre-guérilla en Turquie[3]. Il est assassiné en 1978[4],[5].
- S'ensuit une série de meurtres non élucidés : Cavit Orhan Tütengil, Abdi İpekçi, Kemal Türkler, Turan Dursun, Bahriye Üçok, Muammer Aksoy, Çetin Emeç, Musa Anter, Uğur Mumcu, Metin Altıok, Onat Kutlar, Ahmet Taner Kışlalı, Hrant Dink[6],[7].